# Emanuel A. Petersen
Emanuel Aage Petersen (* 18. Februar 1894 in Kopenhagen als Aage Emanuel Petersen; † 27. Dezember 1948 in Farum) war ein dänischer Maler, der vor allem für seine grönländischen Motive bekannt ist.

## Leben
Emanuel A. Petersen wurde 1894 als Sohn des katholisch-apostolischen Pfarrers Hans Nicolai Petersen (1857–?) und dessen Frau Else Marie Jensen (1853–?) geboren. Nach dem Schulbesuch begann er eine Lehre als Mechaniker, die er jedoch bald abbrach, um beim Dekorationsmaler Marinus Jensen in die Lehre zu gehen. Anschließend besuchte er eine technische Schule. Von 1910 bis 1912 wurde er von Christian Benjamin Olsen unterrichtet und danach zwei Jahre von Eiler Sørensen. Am 29. Dezember 1916 heiratete er in Kopenhagen Thora Kirstine Petrea Sørensen (1893–1990), Tochter des Landwirts Niels Sørensen (1837–1915) und dessen Frau Regine Juliane Olsen (1849–1943).

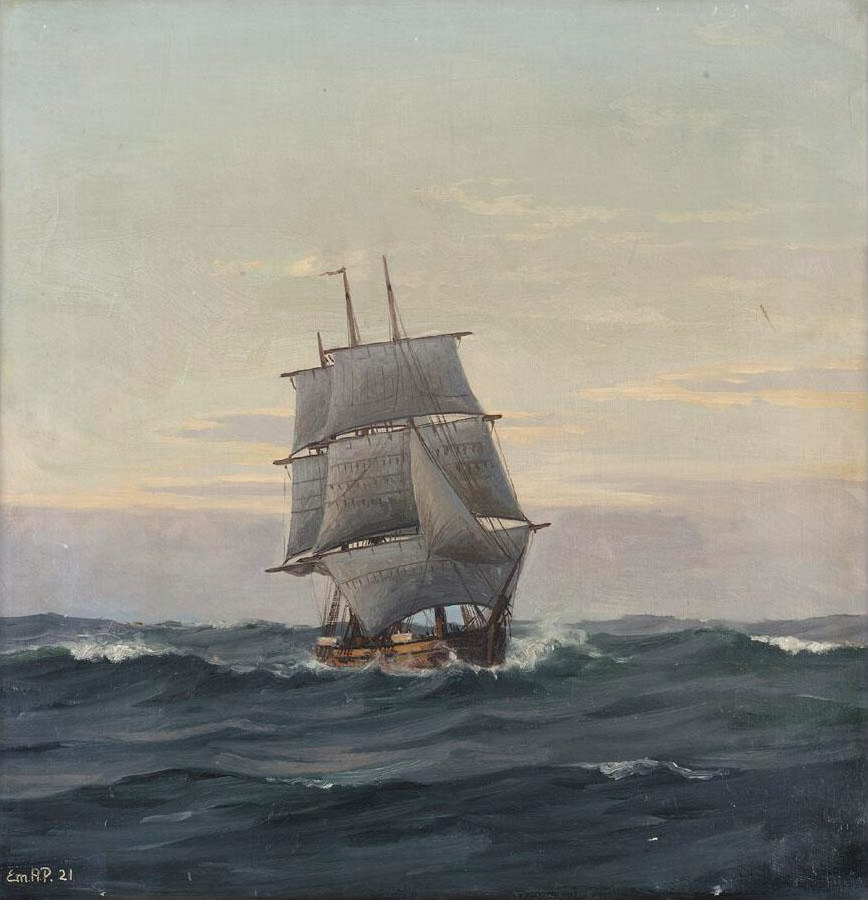
Segelschiff auf See (1921)

1918 wurde er von Christian Benjamin Olsen an Den kongelige Porcelænsfabrik angestellt, wo er bis 1922 blieb. In dieser Zeit unternahm er 1919 eine Reise nach England und Schottland. 1921 war er in Grönland und 1922 in Portugal. In seiner Zeit an der Porzellanfabrik schuf er mehrere Jubiläumsvasen, unter anderem anlässlich der Silberhochzeit von König Christian X. und Königin Alexandrine. Auf seinen ersten Reisen entdeckte er sein Interesse für die Marinemalerei.

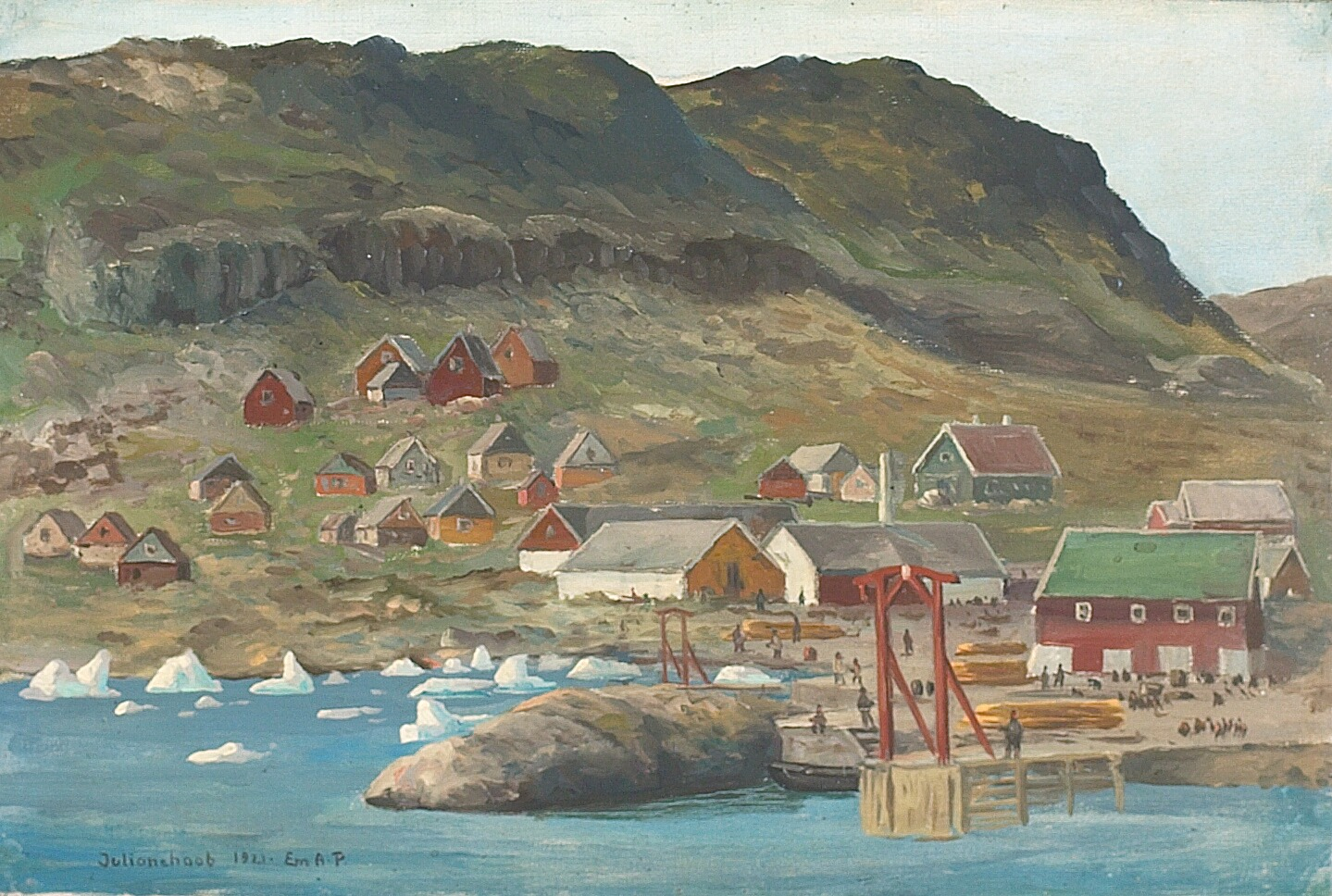
Aussicht auf Julianehaab (Qaqortoq) (1921)

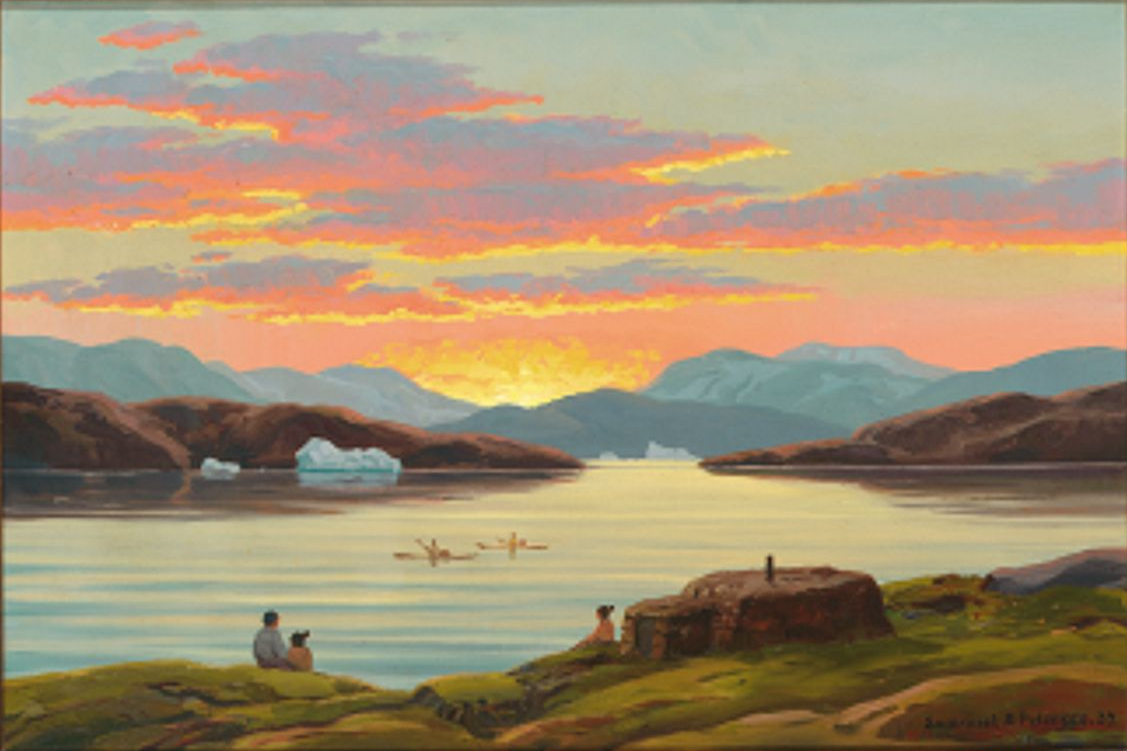
Küstenansicht mit Grönländern, die zur Sonnenuntergangszeit über den Fjord schauen (1937)

Begeistert von Grönland kehrte er von 1923 bis 1926 jährlich nach Grönland zurück. Von 1928 bis 1930 unternahm er eine Kunstexpedition, die Grønlands Styrelse und der dänische Staat ihm finanzierten. Die Darstellung Grönlands wurde sein Lebenszweck. Zwischen 2000 und 3000 Gemälde schuf er im Laufe seines Lebens. Seine Darstellungen der Natur des Landes waren anfangs noch geprägt durch die Porzellanmalerei sehr detailliert, allerdings begann er später, stilisierter zu malen. Besonderes Augenmerk legte er auf das Farbspiel und die Darstellung der Wetterverhältnisse, wobei er ausnahmslos gutes Wetter malte. Neben Landschaftsbildern malte er auch Ortschaften und Alltagssituationen der Bevölkerung, wobei diese nicht immer realitätsgetreu waren und immer aus großem Abstand zu sehen waren. Er schuf sowohl Aquarelle als auch Ölgemälde.
Anfang der 1930er Jahre reiste er unter anderem nach Paris und Rom, um seine Werke auf Kolonialausstellungen zu präsentieren. Auch in Schweden und Großbritannien wurden seine Gemälde in dieser Zeit gezeigt. 1935 kehrte er nach Grönland zurück, ebenso wie 1937 und nach Kriegsende noch einmal 1946. Er starb zwei Jahre später im Alter von 54 Jahren.